# Communication sur le climat
Pour les articles homonymes, voir Communication.
La communication sur le climat, aussi appelée « communication sur le changement climatique », ou « communication climatique », est un domaine d'études rattaché à la communication environnementale et à la communication scientifique. Son objectif est de faciliter la communication sur les effets des changements climatiques anthropiques. La communication climatique a généralement pour but de vulgariser auprès du grand public les connaissances scientifiques et les actions potentielles pouvant être entreprises en réponse au changement climatique et en accord avec les consensus scientifiques. 
Le domaine de la communication climatique se déploie sur deux axes principaux : l'évaluation de l'efficacité des stratégies de communication existantes, et le soutien à l'élaboration de recommandations pour améliorer ces stratégies. L'amélioration de la communication climatique est devenue l'objectif de plusieurs grands instituts de recherche, tels que le programme d'études de l'université Yale sur la communication sur le changement climatique, et le Climate Outreach au Royaume-Uni, ainsi que de grandes organisations internationales telles que le GIEC et le Secrétariat des Nations Unies sur le changement climatique, ainsi que d'autres ONG telles que Parlons Climat en France. 

## Histoire
Dans son article encyclopédique publié dans l'Encyclopédie de recherche sur la communication d'Oxford, la chercheuse Amy E. Chadwick décrit la communication climatique comme un nouveau domaine ayant émergé dans les années 1990. Les premières études s'intéressent à l'époque à d'autres problèmes de communication environnementale tels que la sensibilisation autour de l'appauvrissement de la couche d'ozone. Un état des lieux en 2017 montre que la plupart des recherches dans le domaine ont lieu aux États-Unis, en Australie, au Canada et dans les pays d'Europe occidentale. 

## Principaux enjeux

### Obstacles à la compréhension
En raison de l'ampleur de l'action publique requise pour lutter contre le changement climatique, la majeure partie des études cherchent à comprendre la nature des barrières qui empêchent le grand public de comprendre le changement climatique et d'agir en conséquence. Les résultats de recherche montrent notamment que le modèle de déficit d'information — où l'on suppose que « si les gens étaient mieux renseignés, ils agiraient » — ne fonctionne pas. En revanche, la théorie de l'argumentation montre que différents types de publics ont besoin de différents types d'argumentations et de communication. Elle s'oppose en cela à des arguments avancés dans d'autres domaines tels que la psychologie, la sociologie de l'environnement et la gestion des risques. 
Par ailleurs, le déni du réchauffement climatique par des organisations telles que l'Institut Heartland aux États-Unis,, ou par des personnalités publiques, crée un phénomène de désinformation qui parasite le discours public et la compréhension des enjeux. 
Il existe plusieurs modèles qui tentent d'expliquer pourquoi la population ne passe pas à l'action, même quand elle est correctement informée. L'un de ces modèles théoriques est le modèle des « 5 D » imaginé par Per Epsten Stoknes. Il décrit cinq obstacles majeurs qui empêchent le passage à l'action : 
1. La Distance - la plupart des effets et impacts du changement climatique semblent éloignés de la vie quotidienne ;
2. Le Désespoir - lorsque le changement climatique est décrit comme une catastrophe, le message est contre-productif et provoque de l'écoanxiété ;
3. La Dissonance - les problèmes en cause (principalement l'économie des combustibles fossiles) sont déconnectés des choix quotidiens de la population ;
4. Le Déni - un système d'autodéfense psychologique pour éviter d'être submergé par la peur ou la culpabilité ;
5. L'iDentité - certaines identités sociales, par exemple les valeurs conservatrices, se sentent menacées par les changements à mettre en place pour faire face au changement climatique.

Dans son livre Living in Denial: Climate Change, Emotions, and Everyday Life, la professeure de sociologie Kari Norgaard étudie Bygdaby - un nom fictif utilisé pour désigner une vraie ville en Norvège - et en conclut que l'absence de réponse résulte d'un phénomène beaucoup plus complexe que le simple manque d'information. De fait, un trop plein d'informations peut avoir un effet négatif, car les gens ont tendance à ignorer le réchauffement climatique lorsqu'ils se rendent compte qu'il n'y a pas de solution facile. En comprenant la complexité du problème, les gens se sentent dépassés et impuissants, ce qui peut conduire à l'apathie ou au scepticisme. 

#### Littératie climatique
Bien que s'appuyer sur le principe du déficit d'information ne soit pas très efficace pour communiquer des informations scientifiques sur le changement climatique, la littératie et la familiarité avec ses principaux enjeux sont importants pour agir sur l'opinion et l'action publiques. Plusieurs agences et organisations éducatives ont développé des cadres et des outils en faveur de la littératie climatique, notamment le Climate Literacy Lab de l'université de Géorgie et la National Oceanic and Atmospheric Administration (NOAA). Des ressources en anglais ont également été rassemblées par le Climate Literacy and Awareness Network. 

### Déclencher le changement
En 2008, la plupart des arguments de communication environnementale visant à déclencher un changement individuel ou social étaient axés sur les changements comportementaux : consommation énergétique du foyer, tri des déchets et recyclage, changement de mode de transport, consommation de produits écologiques. À l'époque, il y avait peu de stratégies de communication multi-niveaux visant à déclencher le changement. 

#### Changement comportemental
Dans la mesure où la communication climatique vise principalement à engendrer des actions de la part du grand public, beaucoup d'études s'intéressent aux changements comportementaux que cette communication réussit ou non à déclencher. On considère généralement qu'une communication sur le climat efficace se décompose en trois aspects : les sollicitations cognitives, affectives, et liées au contexte local. 

### Segmentation de l'audience

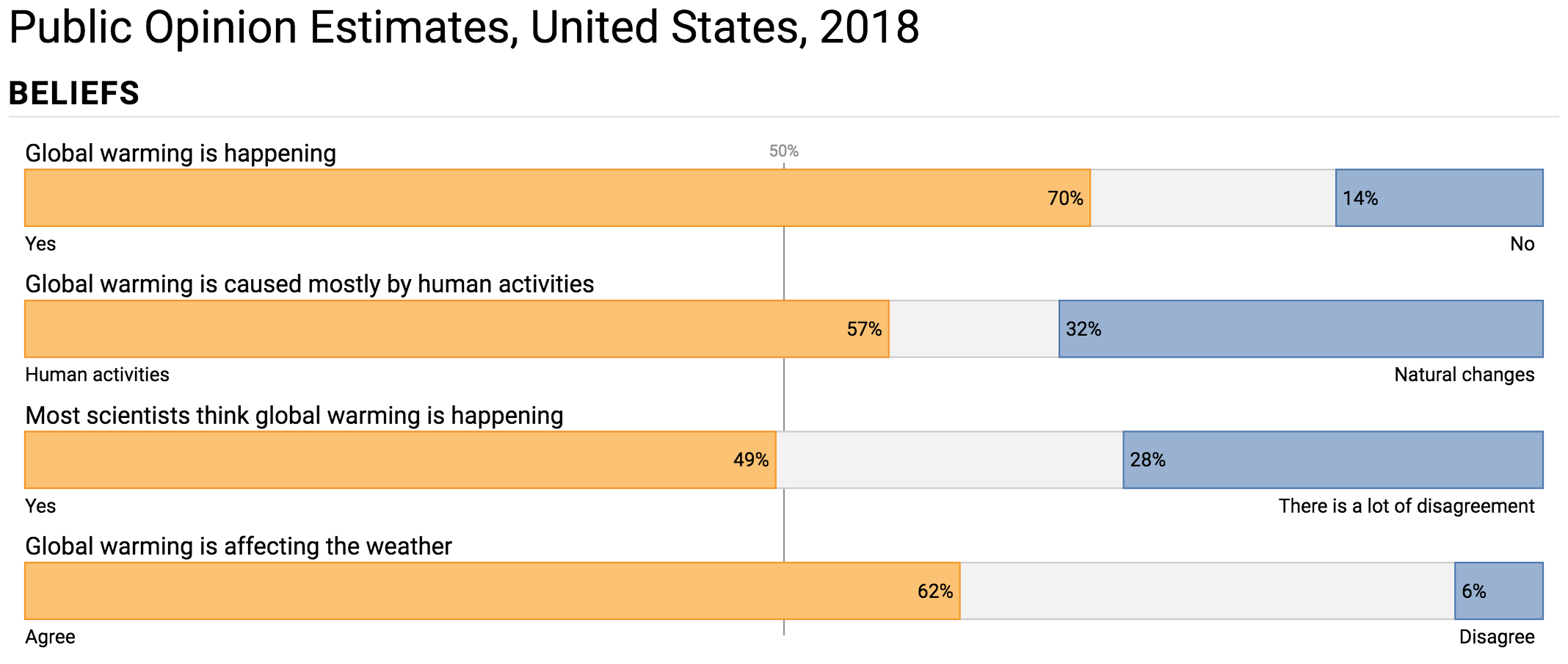
Résultats d'un sondage d'opinion publique du programme d'études de l'université Yale sur la communication sur le changement climatique. Yale est l'un des principaux centres de recherche développant des études de segmentation.

Différents segments de différentes populations réagissent différemment à la communication sur le changement climatique. Depuis 2013, la recherche académique a vu se développer un nombre croissant d'études de segmentation d'audience qui visent à comprendre quelles méthodes doivent être utilisées pour atteindre les différentes parties des populations. Les résultats des principales études de segmentation sont : 
- US Segmentation de la population américaine en six sous-groupes [14]: les Alarmés, les Inquiets, les Prudents, les Désengagés, les Sceptiques et les Dédaigneux.
- France Segmentation de la population française en six sous-groupes de valeurs et expression de ces valeurs sur la vision des enjeux du climat[15].
- AUS Segmentation de la population australienne en quatre groupes (2011)[16] puis en six groupes analogues à ceux qui modèle américain[17].
- DE Segmentation des populations allemandes en cinq groupes[18].
- India Segmentation des populations indiennes en six groupes[19].
- Singapore Segmentation de la population de Singapour en trois groupes[20].

### Changer la rhétorique
Une part importante des débats académiques et de plaidoyer public sur le changement climatique se concentre sur l'efficacité des différents termes utilisés pour désigner le « réchauffement climatique ». 

### Santé
Le changement climatique exacerbe de nombreux problèmes préexistants en matière de santé publique, par exemple les maladies transmises par les moustiques, et introduit de nouvelles préoccupations, par exemple les problèmes de santé consécutifs à des catastrophes naturelles, ou l'augmentation des pathologies liées à la chaleur.
Ainsi le champ de la communication en santé a depuis longtemps pris en compte le changement climatique comme un problème de santé publique qui demande des changements de comportement à grande échelle pour permettre l'adaptation au changement climatique. En décembre 2008, un article paru dans l'American Journal of Preventive Medicine recommande l'usage de deux ensembles d'outils pour déclencher ce changement : la communication et le marketing social.

### Couverture médiatique du changement climatique
La communication climatique s'intéresse fortement à l'effet des médias de masse et du journalisme sur les attitudes du public à l'égard du changement climatique. Les chercheurs et chercheuses ont notamment cherché à comprendre comment les médias couvrent le changement climatique dans différents contextes culturels, en s'adressant à différents publics qui ont notamment différentes orientations politiques (par exemple, la tonalité méprisante de Fox News dans son traitement du changement climatique). Des études ont également noté que les salles de rédaction ont tendance à couvrir le changement climatique comme s'il s'agissait d'une question d'incertitude ou de débat, afin de donner un sentiment d'équilibre. 

### Culture populaire
D'autres recherches ont tenté de comprendre comment les œuvres diffusées sur des médias populaires, tels que le film Le Jour d'après ou le documentaire Une vérité qui dérange changent la perception du changement climatique par le public. 

## Communication climatique efficace
Une communication sur le climat efficace nécessite de prendre en compte le type de public et le contexte. Plusieurs organisations ont publié des guides et des conseils basés sur des expériences de communication sur le changement climatique. 

### Bonnes pratiques générales
En 2009, un manuel développé par le Center for Research on Environmental Decisions au sein de l'Institut de la Terre de l'université Columbia décrit huit principes de communication basés sur les recherches en psychologie sur les décisions environnementales : 
1. Connaître son public ;
2. Capter l'attention du public ;
3. Traduire les données scientifiques en situations concrètes ;
4. Se méfier de la surutilisation des sollicitations émotionnelles ;
5. Répondre aux incertitudes scientifiques et climatiques ;
6. Exploiter les identités sociales et les affinités ;
7. Encourager la participation de groupe ;
8. Donner des pistes faciles de changement comportementaux.

11 conseils basés sur des recherches scientifiques ont également été publiés en France en 2023, résumés ainsi :
1. Prenons en compte les valeurs de notre audience ;
2. Plus d'informations scientifiques ne veut pas dire plus d'implication ;
3. Toutes les histoires ne se valent pas ;
4. Jouer sur la norme sociale ;
5. Faire parler des vrais gens ;
6. La personne qui parle est plus importante que ce qu'elle raconte ;
7. Utiliser des mots normaux ;
8. Choisir ses mots avec attention ;
9. Faire peur ou donner de l'espoir ?
10. Le climat, c'est la santé ;
11. Les images comptent.

### Pour les experts
En 2018, le GIEC publie un guide destiné aux auteurs du GIEC eux-mêmes pour les informer sur les méthodes efficaces de communication sur le changement climatique. Ce guide est basé sur une recherche approfondie en sciences sociales explorant l'impact de différentes méthodes de communication climatique. Les directives se concentrent sur six principes principaux : 
1. Communiquez de manière confiante ;
2. Parlez du monde réel, pas d'idées abstraites ;
3. Faites le lien avec ce qui importe à votre audience ;
4. Racontez une histoire humaine ;
5. Basez votre discours sur ce que vous savez ;
6. Utilisez une communication visuelle la plus efficace possible.

### Communication visuelle
Climate Visuals, un organisme à but non lucratif, a publié en 2020 un ensemble de conseils basés sur des études sur la communication climatique. Ils recommandent que les communications visuelles utilisent les méthodes suivantes : 
1. Montrer des personnes réelles ;
2. Raconter des histoires nouvelles ;
3. Montrer les causes du changement climatique à grande échelle ;
4. Montrer des impacts émotionnellement puissants ;
5. Comprendre son public ;
6. Montrer les impacts locaux (graves) ;
7. Se montrer prudent vis-à-vis des images de protestation.

En 2019, le Guardian déclare suivre dorénavant les recommandations de Climate Visuals pour refléter la crise climatique de façon appropriée.

### Développement durable
Les impacts du changement climatique sont exacerbés dans les pays à revenu faible ou intermédiaire : des niveaux de pauvreté plus élevés, ainsi qu'un moindre accès aux technologies et à l'éducation, entraînent un besoin d'informations différentes pour ces populations. L'Accord de Paris et le GIEC reconnaissent tous deux l'importance du développement durable pour remédier à ces inégalités. En 2019, l'ONG Climate and Development Knowledge Network a publié un ensemble de méthodologies et de conseils basés sur leur expérience de la communication climatique en Amérique latine, en Asie et en Afrique. 

## Institutions importantes
Les principaux centres de recherche en communication climatique sont notamment : 
- Yale Program on Climate Change Communication (Programme de l'université Yale sur la communication sur le changement climatique) ;
- Centre for Climate Change Communication (Centre de communication sur le changement climatique) de l'université George-Mason.

Plusieurs ONG travaillent également sur le sujet et produisent des ressources pour les communicants, notamment :
- Climate Outreach au Royaume-Uni[29] ;
- Re.climate au Canada[30] ;
- Parlons Climat en France[1].